# 15587 Sotsukamoto
15587 Sotsukamoto eller 2000 GK76 är en asteroid i huvudbältet som upptäcktes den 5 april 2000 av LINEAR i Socorro County, New Mexico. Den är uppkallad efter So Tsukamoto.
Asteroiden har en diameter på ungefär 4 kilometer.